# Jemiołusznik
Jemiołusznik, andowiec plamisty (Zaratornis stresemanni) – gatunek małego ptaka z rodziny bławatnikowatych (Cotingidae), jedyny przedstawiciel rodzaju Zaratornis. Występuje endemicznie w górskich lasach w Andach, głównie zachodniego Peru. Gatunek odkryty został w 1953 roku. Długość ciała wynosi 18–21 cm. W kolorystyce dominują barwy brązowoszare, z plamami i paskami białymi, czarnymi, rdzawymi i płowymi. Pożywienie jemiołusznika stanowią owoce, przede wszystkim roślin z rodzajów Tristerix i Ligaria (gązewnikowate). Przyczynia się istotnie do rozprzestrzenienia tych roślin (zwraca nasiona, które następnie przyklejają się do gałęzi). Jaja składane są w marcu i kwietniu w liczbie trzech. Oba ptaki z pary dostarczają młodym pokarmu w postaci zwróconych owoców. Gatunek jest bliski zagrożenia wyginięciem ze względu na niewielką liczebność populacji, która powoli zmniejsza się ze względu na utratę i degradację siedlisk.

## Taksonomia i odkrycie
Po raz pierwszy gatunek opisała Maria Koepcke na podstawie dwóch samic odłowionych mniej niż 70 km od stolicy Peru, Limy. Opis ukazał się w Publicaciones del Museo de Historia Natural „Javier Prado” w 1954. Jemiołusznik otrzymał nazwę Zaratornis stresemanni, akceptowaną obecnie przez IOC. Holotyp – samicę – odłowiła Koepcke 12 października 1953 w lesie Zárate w okolicy San Bartolomé (Region Lima) na wysokości 2700 m n.p.m. (podano koordynaty 11°55′00″S 76°31′00″W/-11,916667 -76,516667). Został przekazany do Muzeum Historii Naturalnej w Limie, gdzie otrzymał oznaczenie MHN Orn 4332.
Samce nie były zaobserwowane przed 1966, zaś pary ptaków nie obserwowano razem do 1976, kiedy Theodore A. Parker III stwierdził lęg w dystrykcie Yanac (Ancash). Po tym odkryciu powszechnie wierzono, że przedstawiciele obydwu płci tych ptaków zamieszkują odrębne środowiska i spotykają się razem tylko w celu rozrodu, wcześniej odbywając wędrówkę.
Według IOC jemiołusznik należy do monotypowego rodzaju Zaratornis. Niektórzy autorzy, np. Snow (1973) czy Fjeldså i Krabbe (Birds of the High Andes, 1990) włączają ten rodzaj do Ampelion. Snow swoją decyzję uzasadnił podobieństwem upierzenia jemiołusznika do upierzenia przedstawicieli Ampelion, a zwłaszcza andowca obrożnego (A. rufaxilla). Według Johna Farranda (Jr.) pod kątem zachowania jemiołusznik wykazuje podobieństwo do andowca czarniawego (A. rubrocristata) (patrz sekcja Ekologia). Ponadto przedstawicieli obydwóch rodzajów cechuje monomorfizm płciowy i monogamia, co również ma świadczyć o ich pokrewieństwie. Z drugiej strony, czaszki przedstawicieli tych dwóch rodzajów wykazują zbyt duże różnice, by uznać ptaki za kongeneryczne.
Na podstawie badań blisko 2100 par zasad, pochodzących z mitochondrialnego i jądrowego DNA ustalono, że rodzaje Zaratornis, Phytotoma, Ampelion oraz Doliornis tworzą klad, do którego Berv i Prum włączają jeszcze bławatnikowca (Phibalura flavirostris). Według alternatywnej klasyfikacji Zaratornis jest taksonem siostrzanym wobec pozostałych czterech rodzajów. Na drzewie filogenetycznym opracowanym przez wspomnianych autorów i ilustrującym czasy rozejścia się kladów linia ewolucyjna Zaratornis swój początek bierze 22 mln lat temu.
Gatunek reprezentuje rodzaj monotypowy. Nazwa rodzajowa Zaratornis pochodzi od Zárate i ornis (gr. – ptak), zaś drugi człon nazwy, stresemanni honoruje Erwina Stresemanna, niemieckiego przyrodnika i ornitologa.

## Morfologia
Długość ciała 18–21 cm. W upierzeniu dymorfizm płciowy nie występuje. Górna krawędź dzioba znacznie zagięta, na górnej szczęce na końcu widoczny drobny haczyk. Stosunkowo małe nozdrza są częściowo zakryte przez pióra na czole. Jednolicie czarna plama z wierzchu głowy sięga po linię oczu. Stanowi kontrast wobec białych policzków, kantarka i pokryw usznych. W górnej części grzbietu kolor przechodzi w szarobrązowy; na piórach po bokach szyi występują płowe zakończenia. Pozostała część wierzchu ciała brązowoszara, obficie płowo i biało paskowana. Upierzenie skrzydeł popielate, jasne krawędzie piór nie wyróżniają się. Na lotkach, które cechuje wyraźniej brązowa barwa, obrzeżenia są białe i węższe niż w pozostałej części skrzydła. Na pokrywach skrzydłowych większych, mniejszych oraz w piórach skrzydełka krawędzie rdzawe, jaśniejsze u nasady. Gardło i pierś szarobrązowe, jedynie broda płowa; pozostała część spodu ciała płowoochrowa, pokryta szerokimi brązowoszarymi pasami. Jedynie centralna część brzucha wyróżnia się jaśniejszym kolorem i brakiem wzoru.
Tęczówka czerwona; dziób jasny, szaroniebieski; nogi i stopy ciemnobrązowe. Osobniki młodociane mają jaśniejsze gardło, zaś kantarek i policzki jedynie nieznacznie odcinają się kolorystycznie od reszty głowy. Brak informacji o pierzeniu. Wymiary dla 8 okazów muzealnych (5 samców, 3 samic):
|   | Skrzydło (mm) | Dziób (mm) | Ogon (mm) | Skok (mm) | Masa ciała (g) |
| - | ------------- | ---------- | --------- | --------- | -------------- |
| ♂ | 110–115       | 11         | 84–89     | 25,5–26,5 | 46–57          |
| ♀ | 111–114       | 9–11       | 83–90     | 26,5–27,5 | 47–55          |

## Zasięg występowania
Jemiołusznik to jeden ze 144 gatunków ptaków endemicznych dla Peru. Występuje na zachodnich stokach zachodnich Andów od regionu La Libertad na północy po region Ayacucho na południu. We wschodnich Andach znany z jednego miejsca, Tayabamba (region La Libertad; dorzecze rzeki Marañón w jej górnym biegu). BirdLife International podaje 16 miejsc występowania: jedną w La Libertad, dziewięć w regionie Ancash, pięć w regionie Lima, jedną w Ayacucho. Osobniki Z. stresemanni przeważnie przebywają na obszarach położonych na wysokości 3250–4250 m n.p.m. Osobniki koczujące (zimujące) obserwowano między 2500 a 2900 m n.p.m., okazjonalnie na 2000 m n.p.m. BirdLife International szacuje całkowity zasięg występowania na 132 000 km².

## Ekologia
Środowiskiem życia osobników tego gatunku są lasy mieszane złożone z Polylepis (różowate), Gynoxis, Baccharis (astrowate), Symplocos (Symplocaceae) oraz Mauria (nanerczowate). W momencie odkrycia gatunku obserwowane ptaki przebywały w zaroślach Oreopanax. Do tego w preferowanym środowisku często występuje Vernonia, Chuquiraga, starzec (Senecio; astrowate), łubin (Lupinus); w dwóch miejscach stwierdzono berberys (Berberis). Lasy z przewagą Polylepis zaliczane są do ekoregionu Puna. Są rozmieszczone nieregularnie, rozproszone. W trzech miejscach, które badał Theodore A. Parker III, a zasiedlanych przez jemiołuszniki, średnia wysokość drzew wyniosła 5,5 i 3,5 m. Obszary występowania jemiołusznika charakteryzowały się tym, że w ich skład wchodziły płaty lasu o powierzchni mniejszej niż 1 ha, i oddzielone od siebie trawiastymi połaciami terenu z rozproszonymi krzewami lub osuwiskami skalnymi. W środowisku zamieszkiwanym przez jemiołusznika opady występują głównie od stycznia do marca, często w formie śniegu. Na obszarze Pampa Galeras średnie roczne opady w latach 1966–1969 wyniosły 822 mm, w tym 663 podczas wspomnianego 3-miesięcznego okresu. Najwyższe temperatury w ciągu dnia odnotowano od stycznia do marca, wyniosły średnio 6,3 °C, najniższe od czerwca do sierpnia (3 °C). Najwyższa temperatura wyniosła 13,6 °C (sierpień-listopad). Od sierpnia do listopada, poza sezonem lęgowym, osobniki Z. stresemanni przenosiły się do niżej położonych lasów mieszanych strefy umiarkowanej.
Najłatwiej zaobserwować jemiołuszniki między godziną 7 a 10. Dla obserwatora są łatwe do dostrzeżenia ze względu na nieprędkie żerowanie i zwyczaj siedzenia na wyeksponowanej gałęzi lub czubkach drzew, krzewów lub pni. Wykazują podobieństwo w zachowaniu do andowca czarniawego. Podobnie jak osobniki andowca, przedstawiciele Z. stresemannii często niespodziewanie pojawiają się na martwym konarze, siadają wyprostowane i nerwowo rozglądają się. Lot niski, dopiero przed celem ptak wykonuje gwałtowny ruch w górę, podobnie jak czynią to dzierzby oraz sokoły.

### Głos
Podobnie jak u innych bławatników, zakres głosów wydawanych przez jemiołusznika jest raczej ograniczony. Jego podstawową pieśnią jest zwykle powtarzana 3–6 razy (z 0,5–1 minutowymi przerwami) seria głośnych, wysokich dźwięków reh–reh–reh–reh–rrrrrrrrrrr–re–re. Zwykle taki głos liczy 4 sekundy długości i ma częstotliwość 2–4 kHz. W środku pieśń przyśpiesza i kończy się dwoma wyraźnymi dźwiękami. Ograniczone obserwacje wskazują na szczególnie częste wykonywanie tego rodzaju wokalizacji między godziną 7 a 9 rano, kiedy wstaje słońce, oraz między 11 a 14; niekiedy trwa to do popołudnia. Czasem ptaki z sąsiednich połaci lasu odpowiadają sobie wzajemnie. Ponadto odzywa się głosami podobnymi do żabich, odpowiada na głosy ptaków z rodzajów Doliornis, Ampelion i Phytotoma. Podczas żerowania wydaje głos kontaktowy reh reh reh.

### Pożywienie
Według Parkera najwyższy priorytet dla tego gatunku ma obecność epifitycznych sandałowców z rodziny gązewnikowatych, z rodzajów Tristerix i Ligaria, ze względu na to, że stanowią główne źródło pożywienia ptaka. Autor ten zwraca uwagę na znaczenie Tristerix chodatianus oraz Ligaria cunneifolia, wyróżniających się pomarańczowymi kwiatami. Maria Koepcke wskazała także Tristerix secundus jako źródło pokarmu zarówno dla andowca czarniawego i jemiołusznika. T. longebrachteatum stwierdzono jako źródło pokarmu dla ptaków z południowej i północnej części departamentu Lima. Możliwe, że między wymienionymi gatunkami a Z. stresemanni zachodzi mutualizm. Parker obserwował, jak nasiona zwracane są na gałęzie Polylepis. Niektóre gałęzie, używane przez ptaki jako wyeksponowane miejsce do nawoływania (calling perches), były gęsto pokryte nasionami w różnych stadiach kiełkowania. Obserwowane bławatniki połykały do 5 owoców z rzędu, a po 5–10 minutach zwracały kleiste nasiona; podczas obserwacji Parkera ptaki zwracały zdecydowaną większość z nich i żadne z nich nie spadło na ziemię. Niekiedy poza sezonem lęgowym jemiołuszniki zbierają się w grupy liczące 4–10 osobników. Podobne zależności między ptakiem a sandałowcami obserwowano u przedstawicieli Euphonia (łuszczaki) i Dicaeum (kwiatówki). Sugestie, jakoby jemiołuszniki miały łowić owady w powietrzu, podobnie jak przedstawiciele rodzaju Ampelion, nie zostały potwierdzone.

### Gatunki sympatryczne
W miejscach badanych przez Parkera Z. stresemanni zdawał się być jedynym ptakiem odpowiedzialnym za rozprzestrzenianie nasion gązewnikowatych na obszarach położonych powyżej 3000 m n.p.m. (ornitochoria) i przypuszczalnie jedynym owocożernym. Na obszarze lasów Polylepis, które eksplorował wspomniany ornitolog, występowały inne gatunki ptaków, w tym: 

- kolibry – iskrzyk płomienny (Aglaeactis cupripennis), metalik czarniawy (Metallura phoebe)
- garncarzowate – cierniogonek rdzawy (Leptasthenura yanacensis) i rudogłowy (L. pileata), moczarnik ekwadorski (Cranioleuca antisiensis)
- kusaczki – kusaczka peruwiańska (Grallaria andicolus)
- krytonosy – krytonosek andyjski (Scytalopus magellanicus)
- tyrankowate – kląszczyk siwogardły (Ochthoeca oenanthoides), rudopieśrny (O. rufipectoralis), kląszczyk białobrewy (O. leucophrys)
- tanagry – klinodziób (Oreomanes fraseri), niebieszczek (Xenodacnis parina)
- trznadlowate – zaroślak rdzawouchy (Atlapetes rufigenis), rdzawobrzuchy (A. nationi)
- łuszczaki – czyż czarny (Spinus atrata), żółtorzytny (S. uropygialis) oraz grubodzioby (S. crassirostris)

Ponadto autor ze ssaków wspomniał jelenia wirginijskiego (Odocoileus virginianus), szynszylę dużą (Lagidium peruanum), tarukę (Hippocamelus antisensis).

### Lęgi
Do 1976 nie było informacji o lęgach jemiołusznika; pewna samica odłowiona w marcu 1932 miała mieć powiększone gonady, ale poza tym informacji nie podano. Pierwszych szczegółowych informacji dostarczył Theodor A. Parker.
Okres składania jaj przypada na okres marzec–kwiecień. Młode obserwowano również w sierpniu (departament Lima) i czerwcu (Cordillera Blanca). Parker odnalazł pięć gniazd w dwóch miejscach. W każdej z nich gniazda mieściły się na południowych stokach quebrada (rodzaj wąwozu w górach); do tego miejsca światło słoneczne docierało do 3 godzin dłużej niż na stokach północnych. Zważywszy na mroźne noce i chłodne poranki nasłonecznienie zdaje się mieć wpływ na wybór miejsca na gniazdo. Każde z gniazd mieściło się w przedstawicielu rodzaju Tristerix rosnącym na gałęzi drzewa; konstrukcje jemiołuszniki umieściły na wysokości 4–7 m nad ziemią i 1–3 m od pnia. Były w pełni zacienione, w tym także i listowiem Polylepis. Piąte gniazdo zostało zebrane jako okaz muzealny i dokładnie zmierzone. Na budulec składał się mech wraz z szarozielonymi porostami, ptak wplótł także kilka drobnych (1,5–7 cm długości) gałązek. Zewnętrzne wymiary gniazda to 14 na 16 cm; wysokość: 83 cm. Wewnętrzna średnica wyniosła 76–80 mm, głębokość 42 mm.
Trzy zmierzone jaja miały wymiary 32,4–33,3 na 21,6–22,3 mm. Ważyły średnio 8,21 g. Skorupka jasna, szarozielona. Przy szerszym końcu widoczny wianuszek brązowych i szarobrązowych plam. Liczba jaj w lęgach zaobserwowanych przez Parkera wynosiła 3; zaobserwował jednak konfiguracje 2 młode i jedno jajo oraz 2 jaja i młode. Ptak spłoszony podczas inkubacji odzywa się przeciągłym raah; w czasie inkubacji daje się jednak niemal dotknąć, nim odleci. Prawdopodobnie jeden ptak zajmuje się wysiadywaniem, a drugi pojawia się wraz z dźwiękami alarmowymi zaraz po spłoszeniu pierwszego. W każdej z par jeden z ptaków wykazywał się większą agresją i silniej reagował na odtwarzane dźwięki. Okres inkubacji nieznany. Oba ptaki z pary biorą udział w karmieniu piskląt, które otrzymują owoce zwracane z wola.

## Status, zagrożenia i ochrona
W Czerwonej księdze gatunków zagrożonych IUCN jemiołusznik od 2023 jest klasyfikowany jako gatunek bliski zagrożenia (NT, Near Threatened); wcześniej, od 1994 miał status narażonego na wyginięcie (VU, Vulnerable), a w 1988 otrzymał rangę K* (Insufficiently Known), czyli gatunku niedostatecznie rozpoznanego, ale podejrzewanego o bycie w jakimś stopniu zagrożonym, będącego w trakcie przeglądu przez ICBP (obecnie BirdLife International). Mimo ograniczonego zasięgu występowania zdaje się, że gatunek nie jest poważnie zagrożony.
Środowisko życia gatunku, utworzone w dużej mierze z drzew i krzewów Polylepis, jest zagrożone. Dawniej ludność wycinała te rośliny celem pozyskania drewna ze względu na dość rzadką roślinność w regionie. W latach 20. i 30. XX wieku wprowadzono w Andy w części Yanac eukaliptusy; Parker odnotował, że zdaniem mieszkańców zmniejszyło to udział Polylepis w wycince. Z korzyścią dla nich samych jemiołuszniki preferują odizolowane fragmenty lasu na stromych stokach quebrada. Według danych z 2005 nadal powszechnym problemem dotykającym biotopu gatunku jest nie tylko wycinka pod budulec, ale i zbieranie drewna celem produkcji węgla drzewnego, intensywny wypas oraz niekontrolowane pożary; problem niszczenia siedlisk jemiołusznika w związku z działalnością człowieka dotyczy również obszarów chronionych, na których gatunek ten występuje.
W 2022 populację szacowano na 2500–9999 dorosłych osobników; szacunki z 1992 mówiły o 1000–4000 dorosłych osobników, choć mogły to być dane zaniżone.
Zasięg występowania jemiołusznika obejmuje 4 obszary uznane za ostoje ptaków IBA, w tym Park Narodowy Huascarán i Cordillera Huayhuash y Nor-Oyón. Spora część północnego zasięgu (poza prowincją Oyón, region Lima) Z. stresemanni znajduje się w granicach Parku Narodowego Huascarán. Najwięcej osobników na terenie parku w 2010 żyło w okolicy Alpamayo i Quebrada Los Cedros (Cordillera Blanca).